# Omiš
Omiš (wł. Almissa) – miasto w Chorwacji, w żupanii splicko-dalmatyńskiej, siedziba miasta Omiš. Położony jest nad Morzem Adriatyckim, 21 km od Splitu, u ujścia rzeki Cetiny tworzącej kanion u podnóża skalnego masywu Mosor. W 2011 roku liczył 6462 mieszkańców.
W okresie VII – XI wieku miejscowość znajdowała się na północnej granicy terytorium plemiennego państwa słowiańskiego Narentan, znanego z uprawiania piractwa morskiego. Później, pomiędzy XII a XIV wiekiem, znane siedlisko piratów, dowodzonych przez książąt z rodu Kačić.
Omiš jest popularnym kurortem wakacyjnym. W centrum miasteczka, kilka minut od starego miasta, znajduje się duża plaża żwirowa z pełną infrastrukturą. Mniejsze plaże są usytuowane są na obrzeżach miasta.
Współcześnie do głównych działów gospodarki należą: rolnictwo, rybołówstwo i turystyka. W mieście rozwinął się przemysł włókienniczy, spożywczy, chemiczny oraz cementowy.

## Galeria zdjęć

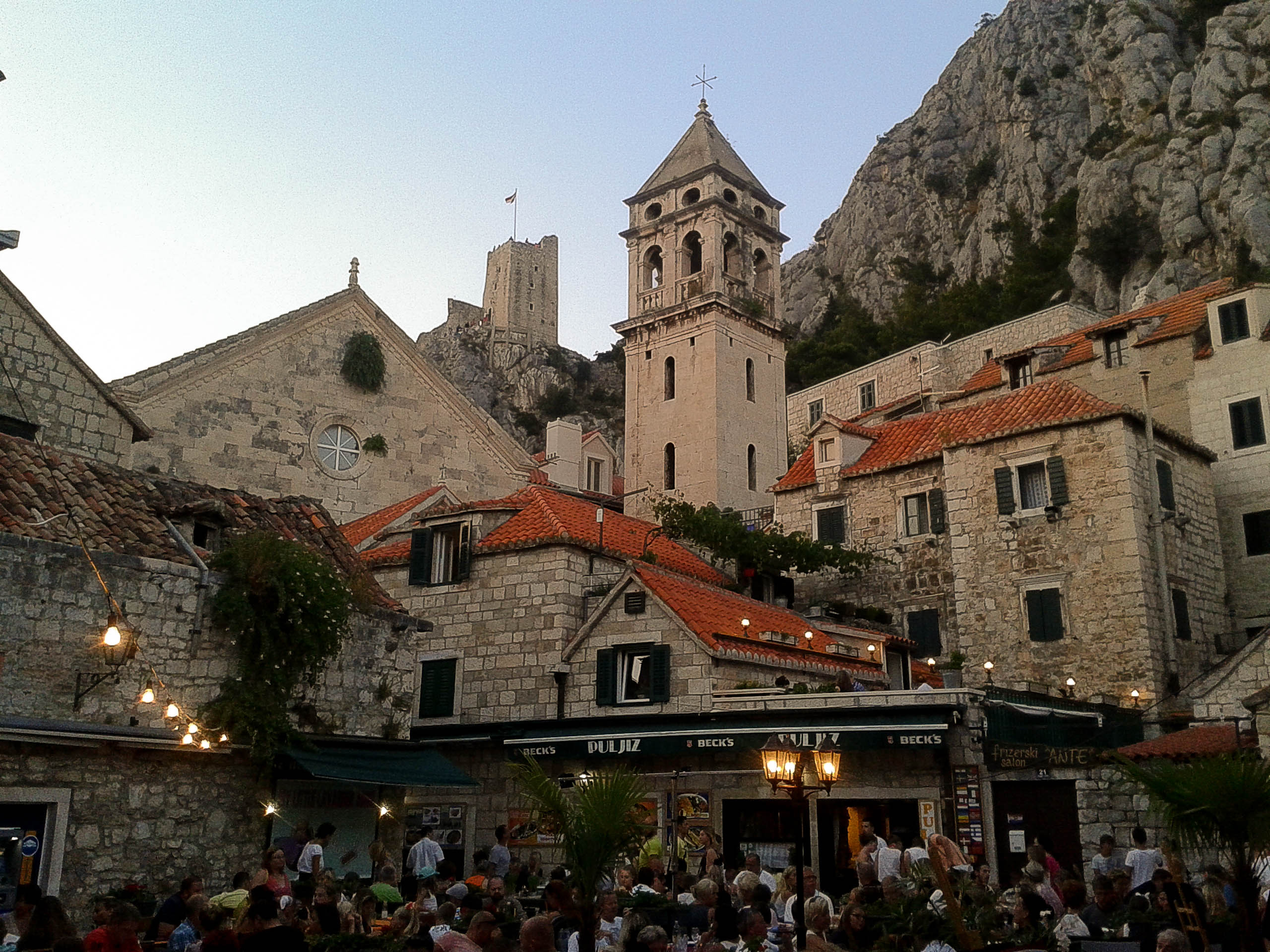
Kościół św. Michała
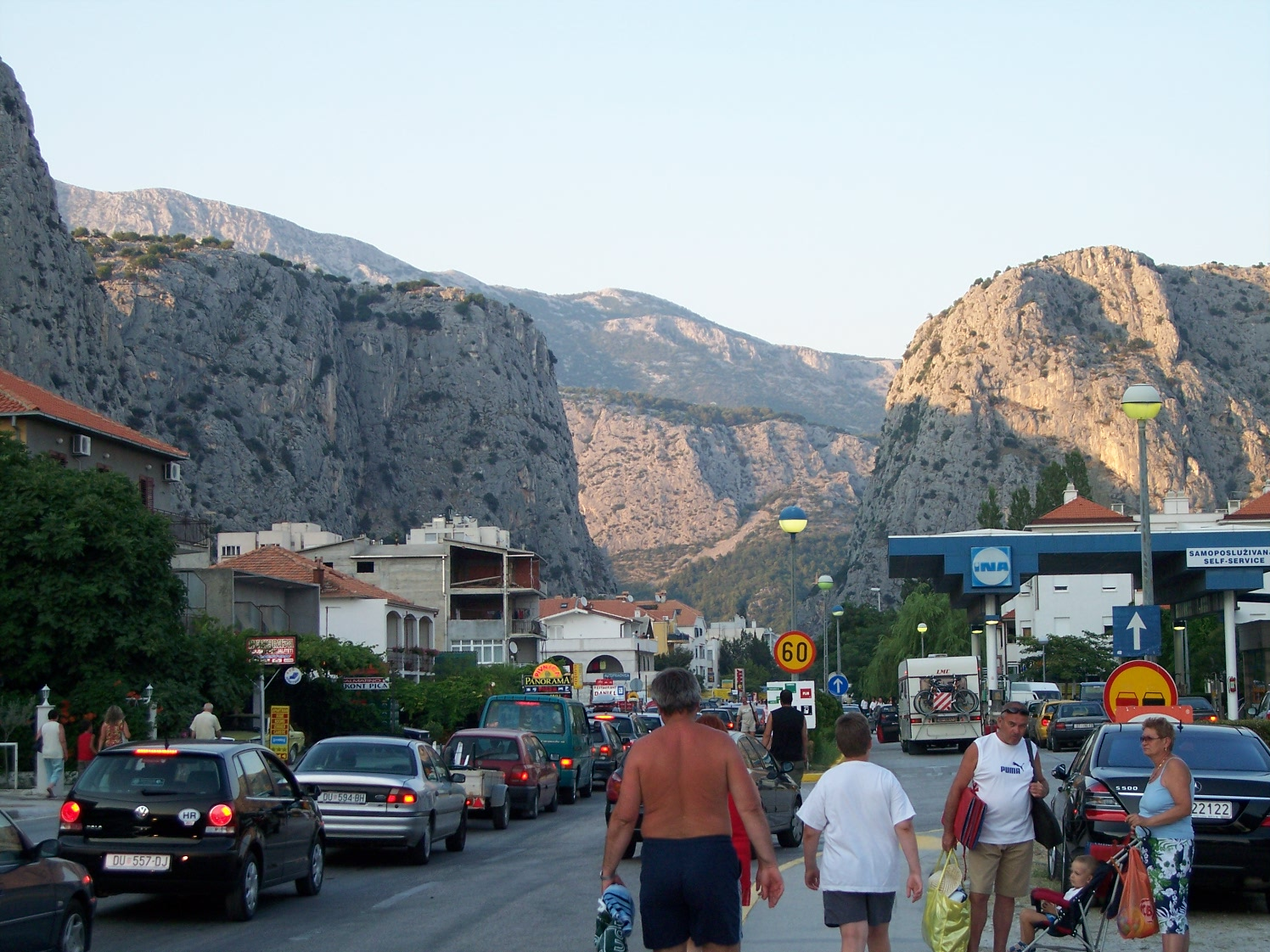
Główna ulica w kanionie Cetiny
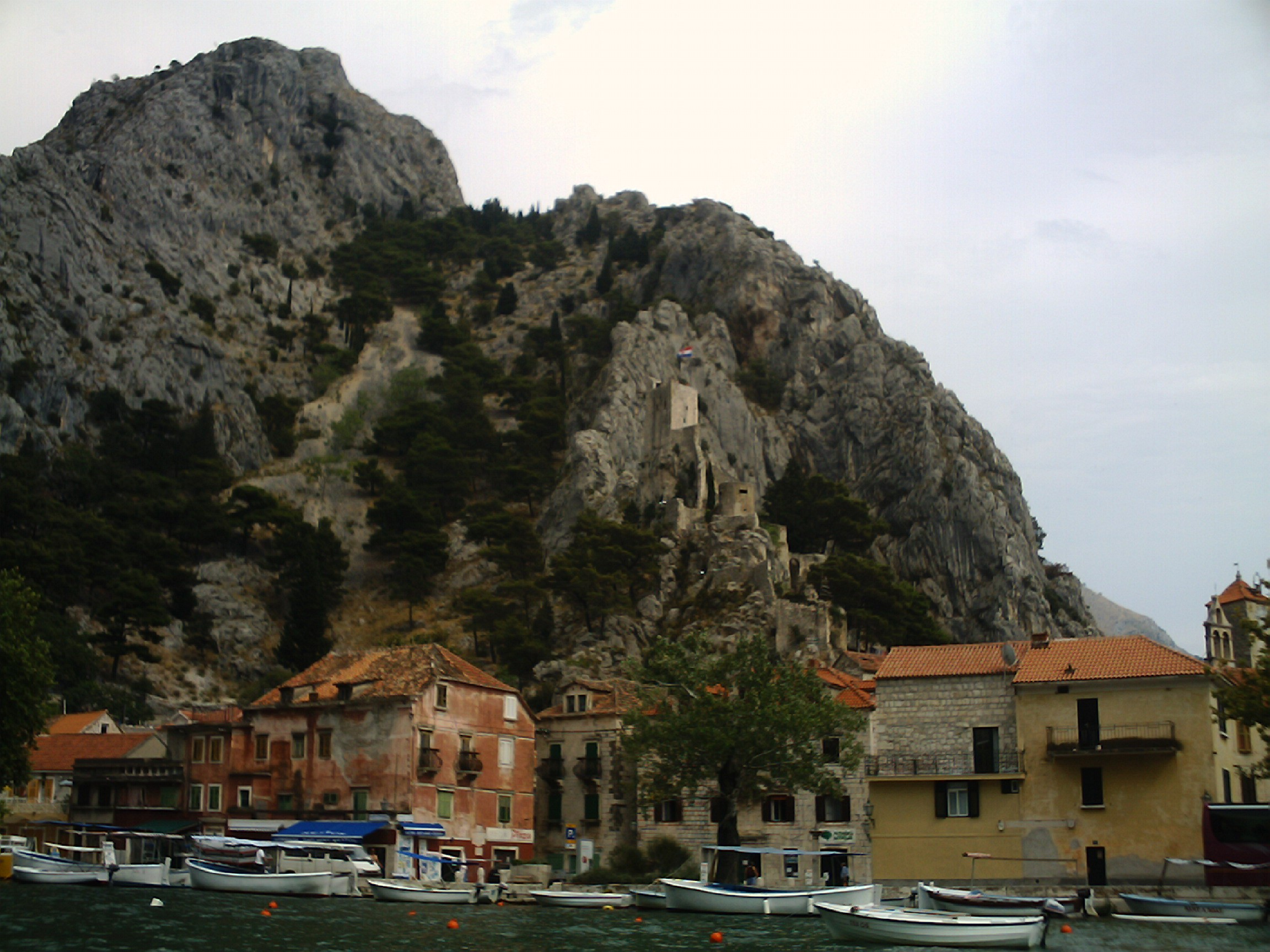
Masyw górski Mosor

## Miasta partnerskie
- Poprad, Słowacja